# Głuszyna (Poznań)
Głuszyna – część miasta Poznania i osiedle administracyjne, w południowo-wschodnim krańcu miasta, w pobliżu rzeczki Głuszynki. 

## Historia

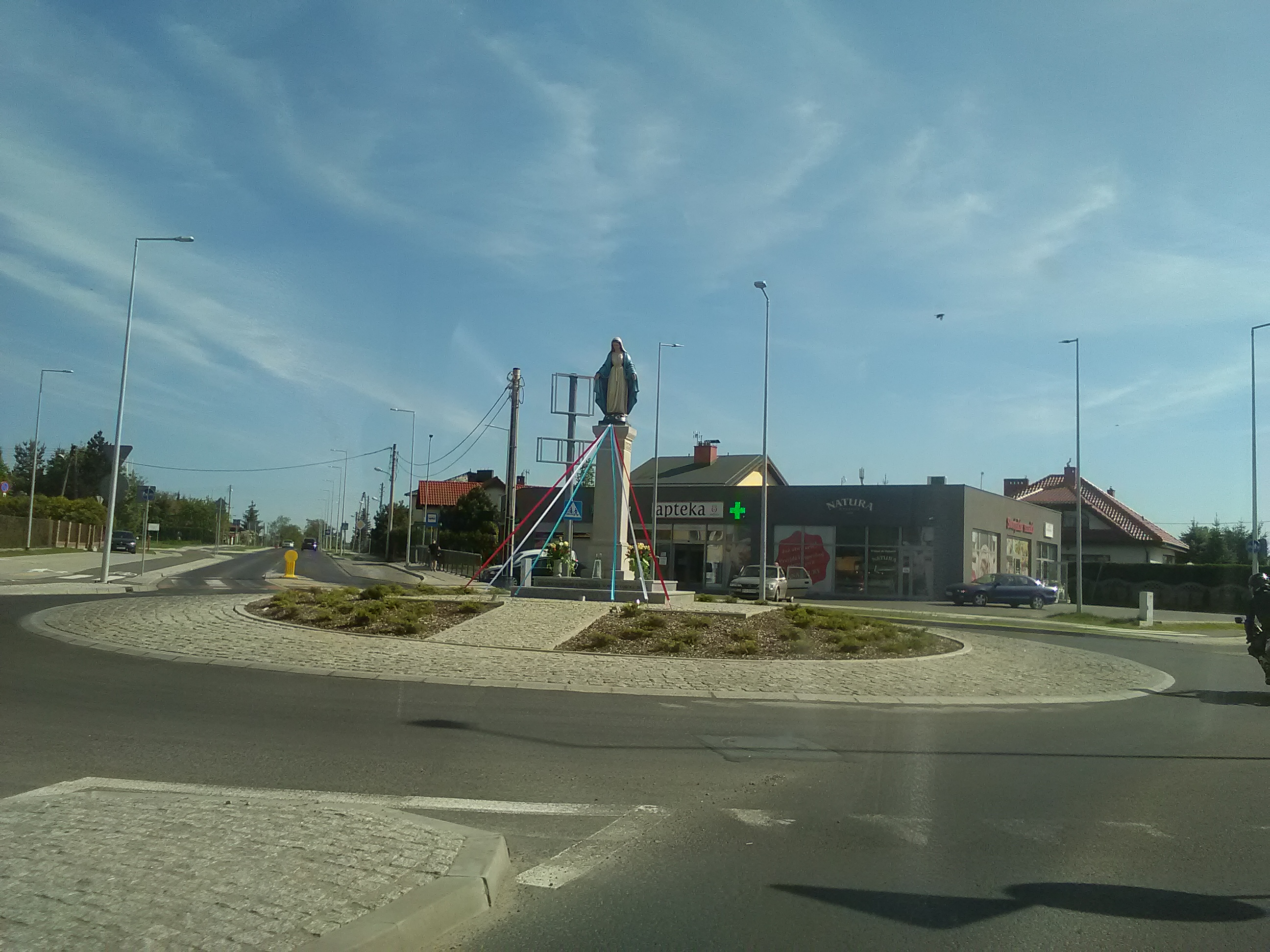
Rondo im. Felicjana Sypniewskiego

Na terenie obecnej części Poznania o nazwie Głuszyna istniała kiedyś wieś o tej nazwie, która włączona została do miasta Poznania w latach 1939-1945 w czasie okupacji Polski przez III Rzeszę. Miejscowość pierwotnie była związana z Wielkopolską. Istnieje co najmniej od drugiej połowy XIII wieku i ma średniowieczną metrykę. Po raz pierwszy odnotowana została w łacińskim dokumencie z 1296 jako "ecclesia Gluschinensis". W 1304 według zachowanej kopii z 1646 "Gluschina", 1315 "Gluzen", 1331 według kopii z XV wieku "Gluschino", 1352 "Glussyna", 1364 "Glusszyna, Glussyna, Gluszina, Glusszina", 1389 "Glusina", 1394 "Glussina", 1564 "Gluszyna".
Miejscowość była początkowo własnością szlachecką, a później kościelną należącą do biskupa poznańskiego. W 1508 leżała w dobrach głuszyńskich, w powiecie poznańskim województwa poznańskiego w Koronie Królestwa Polskiego. Od 1296 była siedzibą własnej parafii.
Pierwszy zapis związany ze wsią Głuszyna pochodzi ze źródeł kościelnych. W 1296 biskup poznański Jan Gerbicz, na prośbę komesa oraz wojewody kaliskiego Mikołaja Przedpełkowica herbu Łodzia, erygował w kościele parafialnym w Głuszynie kolegiatę. Mieli w niej przebywać trzej kanonicy oraz prepozyt mający sprawować opiekę duszpasterską nad parafią Głuszyna i podlegać jurysdykcji biskupa poznańskiego, a w szczególności archidiecezji poznańskiej biskupa Henryka. Z dotychczasowych dziesięcin z Głuszyny, z nowej wsi zwanej Koziegłowy oraz ze wsi Kałek biskup Grebicz dodał dziesięciny ze wsi Wirek, Marlewo, ze źrebu Warzynowo w Kamionkach, z Łęgu koło Śremu, Chrząstowa i Góry. W wyniku podziału majątku pomiędzy członków kapituły: prepozyt oraz kanonicy otrzymali wówczas po 15 klaczy, 4 woły, dwie krowy, 50 owiec, 15 macior. Ponadto dochody prepozyta obejmowały dziesięciny z całej wsi Głuszyna, wolne dziesięciny folwarczne z całej parafii Głuszyna, wolną dziesięcinę z roli oranej przez komesa Mikołaja w Głuszynie, całą kolędę z parafii głuszyńskiej, opłaty z karczem w dystrykcie głuszyńskim; ofiary na kościół i tzw. „spolia de mortariis”, które miały być dzielone na pół pomiędzy prepozytem, a kanonikami lub ich wikarych. Uposażenie prebendy kanonika Teodoryka obejmowały dziedzinę Warzynowo w Kamionkach z dziesięciną, dziesięcina z Łęgu i z Chrząstowa oraz z roli komesa. Uposażenie prebendy kanonika Jana obejmowało dziedzinę Marlewo z dziesięcinami, dziesięciną z Góry oraz z roli komesa tamże. Uposażenie prebendy kanonika Wisława młodszego obejmowało 0,5 Wirka z dziesięcinami, całą dziesięcinę ze wsi Koziegłowy i Kałek oraz z roli komesa. Prepozyt oraz kanonicy mieli także prawo polowania na zające w dystrykcie głuszyńskim oraz we wsiach tegoż komesa, które leżały w pobliżu w zasięgu dźwięku dzwonu (łac. "que adiacent sub sono campane") oraz prawo łowienia ryb w rzekach płynących w Głuszynie. W 1298 biskup poznański Andrzej Zaremba na prośbę komesa Mikołaja wojewody kaliskiego oraz prepozyta Wisława zatwierdził te przywileje z 1296.
W 1315 Wojciech, Mikołaj, Jaśko i Piotr synowie wojewody kaliskiego dają w podziale rodzinnego majątku bratu swemu scholastykowi gnieźnieńskiemu Jakubowi dziedzinę Głuszyna oraz za pewną sumę pieniędzy dobra odziedziczone po ojcu, dotąd nie podzielone znajdujące się na Pomorzu.
W pierwszej połowie XIV wieku wieś wspomniana została w czasie najazdu krzyżackiego na Polskę. W 1331 rycerze oraz szlachta wielkopolska w celu obrony przed Krzyżakami usypali wał długości 7 mil od wsi Zwola i Kępa do Głuszyny i wraz rowami tymi połączyli lokalne jeziora. Krzyżacy wysłali nad to jezioro 3000 konnych, którzy zostali przez Polaków pobici. Informację tę w swoich Rocznikach zapisał polski historyk Jan Długosz uściślając, że bitwę stoczono koło Polwicy w powiecie pyzdrskim, 9 km na południowy zachód od Środy, która do historii przeszła jako Bitwa pod Pyzdrami.
W 1352 odnotowano Mikołaja z Głuszyny współuczestnika konfederacji szlachty wielkopolskiej zwanej Konfederacją Maćka Borkowica. W 1385 Gniewomir ze Starołęki Wielkiej zobowiązał się w swoim imieniu i swoich następców dostarczać kolegiacie św. Jakuba w Głuszynie co tydzień po 0,5 ćwiertni lub dwa korczyki (łac. "corea") mąki z młyna zbożowego stojącego na rzece Warcie w Starołęce Wielkiej. W 1389 sąd przysądził Dobrogost z Nowego Dworu biskupowi poznańskiemu młyn położony pomiędzy Czapurami a Głuszyną, zwanym Czapurskim młynem. W 1394 Dobrogost biskup poznański oraz Pietrasz z Czapur mieli dokonać rozgraniczenia wspomnianych wsi. W 1399 Wojciech Jastrzębiec biskup poznański mianując Mikołaja kanonika sandomierskiego kanonikiem w Głuszynie, dodał do uposażenia kanonikatu dziesięcinę pieniężną oraz w ziarnie z Pigłowic. W 1407 wyrokiem oficjała w sporze pomiędzy Wojciechem prepozytem z Głuszyny, a Pietraszem i jego braćmi dziedzicami ze Starołęki Wielkiej: wsie lokowane na prawie magdeburskim, w których był sołtys, płaciły dziesięciny tak jak inne wsie w parafii Głuszyna, a wsie osiadłe na prawie polskim płaciły opłatę zwaną meszne. W 1418 wspomniano świadka Pawła syna Klemensa z Głuszyny. W 1439 w nekrologu Annę kobietę z Głuszyny. W 1498 wspomniano Macieja z Głuszyny komendarza parafii Panienka.
Miejscowość odnotowały również historyczne rejestry podatkowe. W 1508 miał miejsce pobór z 6,5 łanów, młyna o jednym kole wodnym, od sołtysa oraz karczmy. W 1509 pobrano podatki z 6,5 łana, sołtysa gospodarującego na dwóch łanach, młyna oraz karczmy. W 1510 miał miejsce pobór z 7,5 łana osiadłego, 10,5 łana opuszczonego, od regenta Mikołaja Czepela archidiecezji śremskiej, dwóch łanów sołeckich, dwóch karczm, dwóch zagrodników, dwóch młynów zwanego "Olszak" oraz młyna klasztoru karmelitów Bożego Ciała pod Poznaniem tzw. młyna "Czapury", a także od trzech łanów plebańskich. W 1535 pobrano podatek od jednego łana opuszczonego. W 1556 wieś należła do biskupa poznańskiego. W 1563 pobrano w niej podatki od 5 łanów, dwóch karczm, młyna dorocznego o jednym kole. W 1564 w Głuszynie było 8 łanów osiadłych, 4 łany opuszczone, młyn, dwa łany sołectwa znajdujące się w ręku Starołęskiego, karczma. Folwark głuszyński obejmował 8 łanów dawnych kmiecych i sołeckich oraz trzy ogrody. W 1577 Głuszyna odnotowana została jako wieś biskupa poznańskiego.
W 1797 roku w Głuszynie urodził się Paweł Edmund Strzelecki, polski podróżnik i odkrywca. Wydarzenie to upamiętniają dwa pomniki (obelisk i głaz). Wieś duchowna, własność biskupstwa poznańskiego, pod koniec XVI wieku leżała w powiecie poznańskim województwa poznańskiego w Rzeczypospolitej Obojga Narodów. Wskutek II rozbioru Polski w 1793, miejscowość przeszła pod władanie Prus i jak cała Wielkopolska znalazła się w zaborze pruskim.
24 stycznia 1945 spotkali się tutaj generałowie radzieccy Wasilij Czujkow i Michaił Katukow. W wyniku tego spotkania ustalono, że Poznań zdobywać będą oddziały Czujkowa, a Katukow podąży jak najszybciej w kierunku Odry.
W administracyjne granice Poznania Głuszyna została włączona w 1942 roku w czasie okupacji niemieckiej. W latach 1954–1990 Głuszyna należała do dzielnicy Nowe Miasto. W 1995 r. utworzono jednostkę pomocniczą miasta Osiedle Głuszyna.

## Obiekty i zabytki

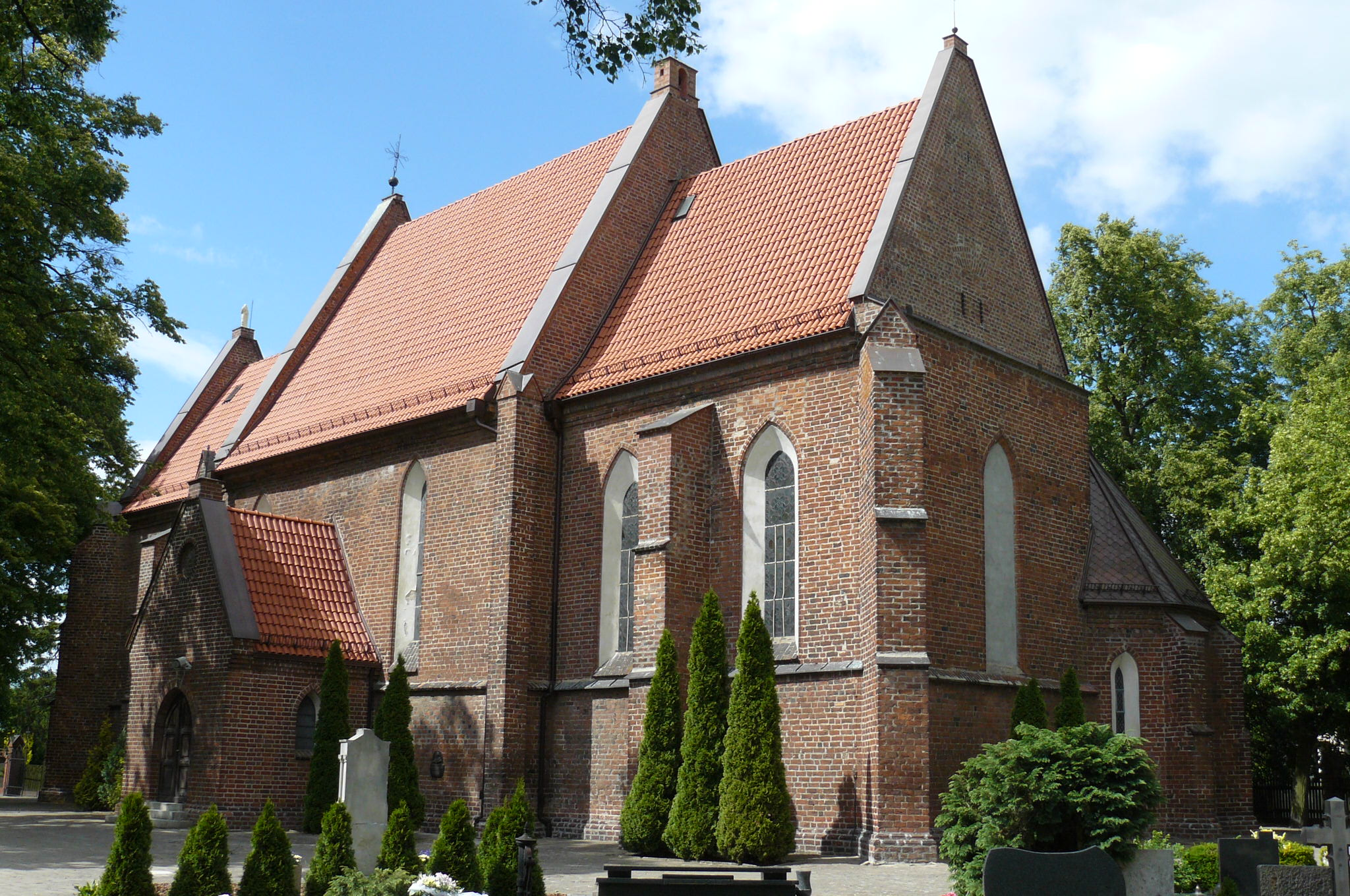
Kościół w Głuszynie

W centrum starej wsi Głuszyna znajduje się zabytkowy, XIII-wieczny parafialny kościół św. Jakuba Większego Apostoła, w którym jednym z cenniejszych skarbów są XIX-wieczne organy zbudowane przez niemieckiego organmistrza Friedricha Ladegasta. Przy ul. Głuszyna znajduje się cmentarz założony po 1815, a przy ul. Daszewickiej kolejny, z 1925.
Cennymi pamiątkami przeszłości są dwie kapliczki przydrożne. W pobliżu posesji Daszewicka 8 stoi murowana kapliczka Matki Boskiej Różańcowej, pochodząca sprzed I wojny światowej (dokładna data powstania nie jest znana). Jeszcze przed II wojną światową przy kapliczce zatrzymywały się na modlitwę kondukty pogrzebowe zmierzające na głuszyński cmentarz. Niektóre przekazy mówią o tym, że obiekt wystawiony został przez gospodarza Mączyńskiego w podziękowaniu za wykopanie skarbu. Druga kapliczka (Niepokalanego Poczęcia NMP) stoi na murze przy posesji Głuszyna 143. W początku XX wieku rosła w tym miejscu topola z obrazem religijnym. W 1921 Jakub Grześkowiak, właściciel posesji, stawiał mur i zmuszony był wyciąć drzewo. Chcąc zachować sakralny wydźwięk miejsca, postanowił utworzyć niszę z oszkloną kapliczką maryjną. Obiekt zniszczyli Niemcy w czasie II wojny światowej. W 1956 figurę przywrócono. Poniżej znajduje się inskrypcja o treści: Matko Niepokalana módl się za nami. Ponadto przy ulicy Głuszyna stoją krzyże przydrożne, przy posesjach: 12a, 138 i 184 (ten trzeci przeniesiony z Piotrowa, z uwagi na budowę osiedla dla lotników).
Na terenie Głuszyny mieści się też osiedle mieszkaniowe przeznaczone pierwotnie dla rodzin lotników stacjonujących na lotnisku wojskowym w Krzesinach, jak również jednostka Ochotniczej Straży Pożarnej, która powstała 20 września 1948.

## Przyroda i rekreacja
Na południe od Głuszyny do Kopla uchodzi Głuszec. W latach 1977–1978 powstał projekt przekształcenia doliny Kopla i Głuszca w wielki ośrodek wypoczynkowo-rekreacyjny o znaczeniu ponadregionalnym (2100 ha, dla 50.000 użytkowników). Znaczna część doliny miała zostać zalana przez zbiornik retencyjny, nad którym powstałyby porty, mariny, kempingi i ośrodki wypoczynkowe, a także kilka wysp. Autorką koncepcji ogólnej tego założenia była Lidia Wejchert. Projekt zdobył nagrodę II stopnia Ministra Administracji, Gospodarki Terenowej i Ochrony Środowiska (1979). Ostatecznie miasto położyło nacisk na rozwój rekreacji nad Maltą, a sąsiedztwo bazy lotniczej w Krzesinach, po wejściu Polski do NATO, skutecznie zablokowało realizację tego szeroko zakrojonego projektu.
Kościół pw. św. Jakuba jest punktem startowym Drogi Cierpliwości – jednego z przyrodniczych szlaków pielgrzymkowo-turystycznych Rogalińskie Drogi, utworzonych z okazji 200-lecia kościoła pw. św. Marcelina w Rogalinie. Dla tego szlaku botaniczka, Aneta Czarna, napisała broszurę przyrodniczą pt. „Miejsca «magiczne» w Poznaniu-Głuszynie” – o florze, symbolice roślin i ekologii na cmentarzach

## Komunikacja
Połączenie autobusowe w kierunku pętli Starołęka zapewniają linie 153 i 158, oraz linia nocna 221 dojeżdżająca do Garbar.